# Birgite Gebhardt

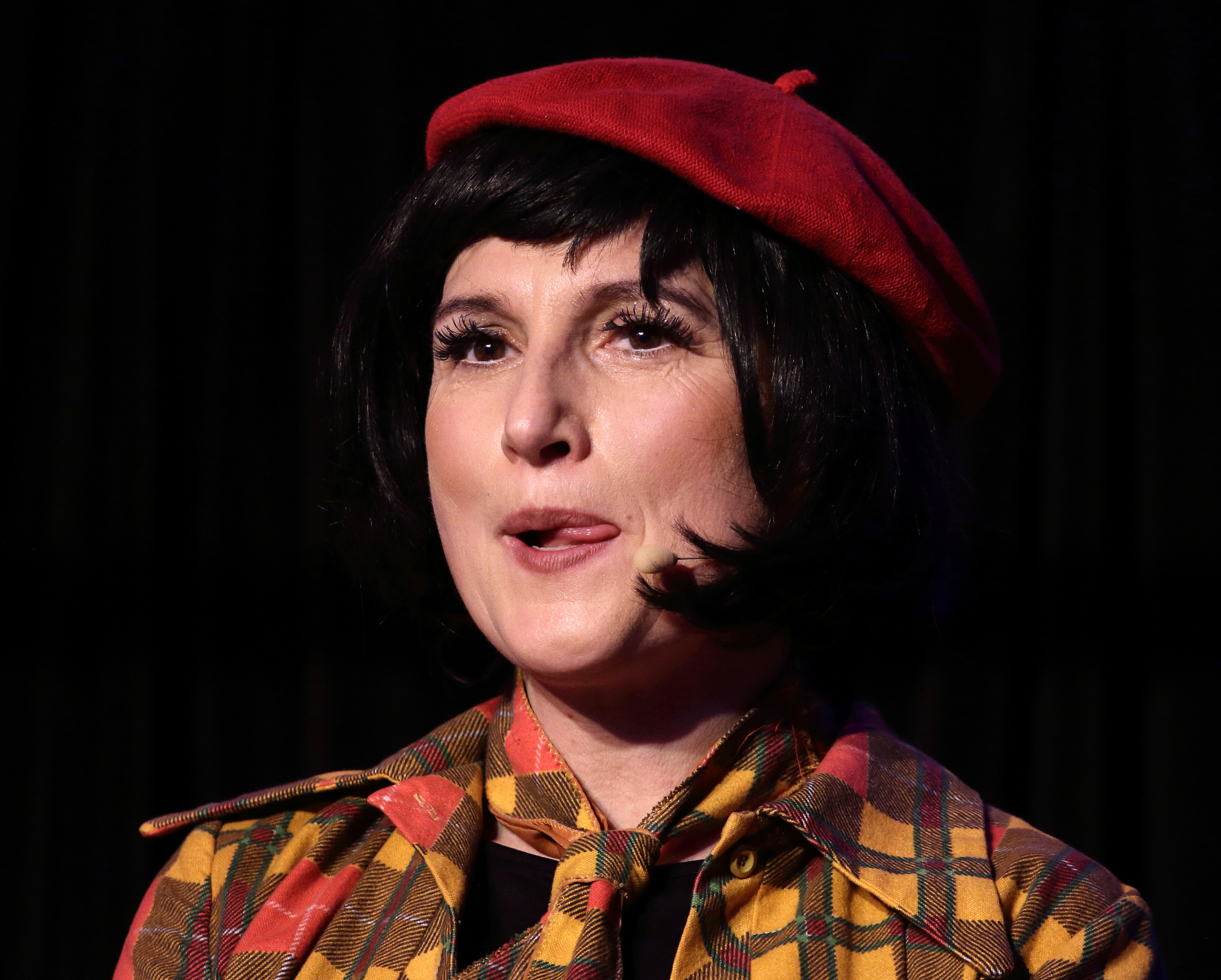
Birgite Gebhardt (2016)

Birgite Gebhardt (* 1971 in Gerstetten) ist eine deutsche Musik-Kabarettistin und Sängerin. Sie tritt vorwiegend als Darstellerin der von ihr entwickelten Kunstfigur Mademoiselle Mirabelle auf.

## Leben
Gebhardt begann ihre künstlerische Laufbahn im Jahr 2004 als Sängerin einer Band, mit der sie im süddeutschen Raum in Clubs und Kneipen Konzerte spielte. Seit 2011 tritt sie in Deutschland und Österreich als Kabarettistin und Chansonsängerin unter dem Pseudonym Mademoiselle Mirabelle auf. Als die zumeist im Stil der 1960er-Jahre gekleidete Französin Mirabelle Forestier persifliert Gebhardt in ihren Programmen als typisch deutsch und französisch geltende Eigenschaften und Lebensweisen.
Gebhardt arbeitet hauptberuflich als Grundschullehrerin und lebt in Heidenheim an der Brenz.

## Auszeichnungen
- 2014: Kleinkunstpreis des Landes Baden-Württemberg – Förderpreis

## Programme
- 2011: Mademoiselle Mirabelle et les garcons
- 2014: Vieles – und davon reichlisch

## Filmografie
- 1996: Gegen den Wind, 3. Staffel[2][3]
- 2012: Sky Comedy Star(ter)s[4]
- 2012: Ladies Night, 6. Staffel[5]
- 2013: StandUpMigranten, 2. Staffel
- 2014: Quatsch Comedy Club